# Шагирли
Шагирли́ (каз. Шағырлы) — село у складі Курмангазинського району Атирауської області Казахстану. Входить до складу Жанаталапського сільського округу.
Населення — 245 осіб (2021; 297 у 2009, 267 у 1999, 275 у 1989).